# Angophora costata
Angophora costata (Gaertn.) Britten è una specie di albero comune delle foreste orientali dell'Australia dove è conosciuto con diversi nomi, tra cui Smooth-barked apple, Rose Gum, Rose Apple e Sydney Red Gum.

## Caratteristiche
Questa specie cresce principalmente su terreni di arenaria, di solito su promontori, altopiani e altre aree elevate. Si distingue dalla maggior parte dei cosiddetti "alberi della gomma" perché non appartiene al genere degli Eucalyptus, ma a un genere strettamente correlato.
È un albero grande, ampio e abbastanza diffuso che raggiunge un'altezza tra i 15 e i 25 m. Il tronco è spesso nodoso e contorto, di colorazioni che possono variare dal rosa al grigio chiaro, frequentemente con macchie color muffa. Il legno è fragile e i rami tendono a cadere rapidamente. In natura i piedi di questi rami formano protuberanze callose sul tronco e accentuano l'aspetto nodoso. La corteccia, una volta invecchiata, si stacca in primavera in grossi fiocchi che passano dal rosa salmone al grigio chiaro prima dello stacco successivo.
Più recentemente, è stato pubblicato uno studio genetico che dimostra che Angophora è più strettamente imparentata con Eucalyptus che con Corymbia, e il nome Eucalyptus apocynifolia è stato proposto per far in modo che la specie fosse collocata nel genere Eucalyptus.
I fiori bianchi sono prodotti in estate.

## Sinonimi
- Metrosideros costata
- Angophora lanceolata
- Melaleuca costata
- Metrosideros lanceolata
- Metrosideros apocynifolia
- Angophora lanceolata var. hispida
- Eucalyptus apocynifolia